# Гау (Нідерланди)
Гау (нід. Gauw) — село в нідерландській провінції Фрисландія. Входить до муніципалітету Південно-Західна Фрисландія.
Його площа становить 1,61км², а населення станом на 2021 рік складало 340 осіб.
Перша згадка про населений пункт датується 1482 роком.